# Fara in Sabina
Fara in Sabina este o comună în Provincia Rieti, Lazio din Italia. În 2011 avea o populație de 12.321 de locuitori.

## Monumente
- Abația Farfa, monument din secolul al V-lea

## Demografie
Fara in Sabina - evoluția demografică

|  | Graficele sunt indisponibile din cauza unor probleme tehnice. Mai multe informații se găsesc la Phabricator și la wiki-ul MediaWiki. |

Date: Recensăminte sau birourile de statistică - grafică realizată de Wikipedia